# Robert Manuel
Robert Manuel (ur. 1953) – haitański polityk, 25 maja 2008 desygnowany na stanowisko premiera Haiti, 13 czerwca 2008 nie uzyskał zatwierdzenia parlamentu.

## Życiorys
Manuel w latach 1996–1999 zajmował stanowisko sekretarza stanu ds. bezpieczeństwa publicznego. Nadzorował egzekwowanie prawa, którego był współtwórcą. W październiku 1999 zrezygnował ze stanowiska i wyjechał z Haiti, oskarżając Jeana-Bertranda Aristide’a o próbę sfałszowania nadchodzących wyborów prezydenckich. Do kraju powrócił w 2004, po usunięciu Aristide’a ze stanowiska prezydenta w wyniku zamachu wojskowego w lutym 2004. Manuel był długoletnim znajomym i doradcą prezydenta René Prévala. W 2006 kierował jego prezydencką kampanią wyborczą.
25 maja 2008 prezydent Preval, po spotkaniu z przewodniczącymi Senatu i Izby Deputowanych, wyznaczył Roberta Manuela na stanowisko szefa rządu. Wybór Manuela musiał zostać zatwierdzony przez obie izby parlamentu, które odrzuciły kandydaturę poprzedniego elekta, Ericqa Pierre’a.
13 czerwca 2008 Izba Deputowanych w głosowaniu odrzuciła kandydaturę Roberta Manuela, głosami 57 przeciw i 22 za oraz 6 wstrzymującymi się. Przeciw Manuelowi opowiedzieli się deputowani Konferencji Postępowych Parlamentarzystów (CPP), argumentując swoje stanowisko niespełnieniem przez niego konstytucyjnych przepisów. Manuel nie był zarejestrowany w spisie wyborców, nie posiadał na Haiti żadnej własności oraz nie mieszkał w kraju przez co najmniej 5 ostatnich lat, czego wymagała konstytucja.